# Malásia nos Jogos Olímpicos de Inverno de 2018
A Malásia participou dos Jogos Olímpicos de Inverno de 2018, realizados na cidade de Pyeongchang, na Coreia do Sul.
O país fez sua estreia em Olimpíadas de Inverno, onde esteve representado por dois atletas: o esquiador alpino Jeffrey Webb e o patinador artístico Julian Yee.

## Desempenho

### Esqui alpino
Masculino
| Atleta       | Evento         | Descida 1 | Descida 2 | Total   | Pos. |
| ------------ | -------------- | --------- | --------- | ------- | ---- |
| Jeffrey Webb | Slalom         | DNF       | DNF       | DNF     | DNF  |
| Jeffrey Webb | Slalom gigante | 1:23.83   | 1:23.84   | 2:47.67 | 68º  |

### Patinação artística
| Atleta     | Evento               | Programa curto | Programa curto | Programa livre | Programa livre | Total       | Total       |
| Atleta     | Evento               | Pontos         | Pos.           | Pontos         | Pos.           | Pontos      | Pos.        |
| ---------- | -------------------- | -------------- | -------------- | -------------- | -------------- | ----------- | ----------- |
| Julian Yee | Individual masculino | 73.58          | 25º            | Não avançou    | Não avançou    | Não avançou | Não avançou |

Legenda
| Recorde mundial      | Recorde mundial (World record)               |                       | Recorde africano                      | Recorde africano (African) |                                           | Q | Classificado por posição (Qualified) |
| Recorde olímpico     | Recorde olímpico (Olympic record)            | Recorde da América    | Recorde da América (Americas)         | q                          | Classificado por melhor tempo (Qualified) |   |                                      |
| Melhor marca do ano  | Melhor marca do ano (World leading)          | Recorde asiático      | Recorde asiático (Asian)              | DNS                        | Não largou (Did not start)                |   |                                      |
| Recorde nacional     | Recorde nacional (National record)           | Recorde europeu       | Recorde europeu (European)            | DNF                        | Não terminou (Did not finish)             |   |                                      |
| Recorde pessoal      | Recorde pessoal do atleta (Personal best)    | Recorde da Oceania    | Recorde da Oceania (Oceania)          | DSQ / DQ                   | Desclassificado (Disqualified)            |   |                                      |
| Recorde da temporada | Recorde da temporada do atleta (Season best) | Recorde sul-americano | Recorde sul-americano (South America) | NM                         | Sem marca (No mark)                       |   |                                      |